# 天安门母亲运动
天安门母亲运动是由六四事件遇害者家属组成的维权团体及其相关活动，主要發起者为六四事件死者蒋捷连之母、中国人民大学前哲学系副教授丁子霖，約始於2000年初。
该运动旨在促使中国共产党平反六四事件，徹查及公布六四事件的真实死亡人数，并向死傷者家屬公開道歉。其活动常受到中共当局的阻挠，例如禁止公開悼念在六四事件中遇害的親人等。

## 目的訴求[1]
1. 死难者家属有权公开悼念在六四事件中遇难的亲人；
2. 死难者家属及伤残者有权接受各界人道援助款；
3. 停止迫害六四事件的伤残者和死难者家属；
4. 释放所有因八九民运被捕现仍在押的政治犯；
5. 公开六四真相，追究事件责任。

## 阻挠
丁子霖、张先玲（失去了19岁的儿子王楠，一說為17歲）和黄金平（失去了30岁的丈夫杨燕声，一說杨燕生）在2004年3月被拘捕。当局最初否认此事，但之后表示她们「参与了外国势力支持的非法活动」。她们在那星期末获释放，但直到六四事件15周年前夕都受到严密监视。她们的支持者称她们遭到了软禁。她们的电话被监听，还被要求不得与其他活跃分子、外地传媒和人权组织通话。

## 活动情况
2007年8月，缅甸爆发反軍政府示威。9月29日，天安门母亲的丁子霖、张先玲等127人，发表声明：“她们作为1989年北京六四惨案死难者的亲属，一直关注缅甸的事态发展，深切同情死难者及其亲属，愤怒谴责军政府暴行，并警告其立即住手。” 她们表示：“像六四那样的血腥屠杀再也不能在中国以及世界任何地方发生。她们并正告中国政府，在缅甸问题上放弃暧昧态度和看似不偏不倚的虚伪表态，而要站在正义立场对暴政进行严正制裁和谴责，并与国际社会合作在缅甸危机中发挥正面的大国影响力。” 同时，天安门母亲要求缅甸军政府立即放弃暴力，恢复反对党领袖昂山素季的自由，开放新闻，解除压制，启动民主，达成全民和解。

## 政府打压
2010年12月16日，“天安门母亲”发表声明，现在在老家无锡居住的丁子霖夫妇与外界失去联络。自10月份诺贝尔和平奖公布，他们的电话、手机和互联网通讯都被中断。声明要求政府当局，撤销软禁，恢复他们的公民权利，让他们回北京治病。
2019年5月，即六四事件三十週年前夕，“天安门母亲”群体继续受到监控，纷纷被软禁，部分人士甚至被强行带离北京。

## 外部連結
- 官方网站
- 天安门母亲运动的Facebook專頁
- 天安门母亲运动的X（前Twitter）